# Acraman
Acraman je hluboce erodovaný impaktní kráter v pohoří Gawler Ranges v Jižní Austrálii. Jeho jméno je odvozeno od jezera Acraman, kruhového jezera o průměru asi 20 km.
Objev kráteru a nezávislý objev jeho ejekty (vyvržené hmoty) byl poprvé zveřejněn v časopise Science v roce 1986. Důkazy o dopadu jiného tělesa se opírají o přítomnost šokových sedimentů v rozbitém podloží na ostrovech v jezeře Acraman (k velmi rychlé tzv. šokové metamorfóze dochází právě při dopadu větších meteoritů na zemský povrch).
Kráter je hluboce erodovaný a jeho původní velikost musí být odvozena nepřímými prostředky. Někteří autoři odhadují, že je původní velikost kráteru 85 až 90 km v průměru, jiní odhadují menší velikost, možná jen 35 až 40 km a blíže k depresi, v níž je soustředěno jezero Acraman. Větší velikost kráteru by znamenala uvolnění energie 5,2 × 106 megatun TNT.
Odhaduje se, že k dopadu tělesa, které vytvořilo tento kráter, došlo asi před 590 miliony lety během Ediakarského období; toto stáří není odvozeno od samotného kráteru, ale z polohy vyvržené hmoty v okolních sedimentárních pánvích.

## Vrstva ejekty
Rozsáhlá vrstva ejekty, tedy vyvržené hmoty, o které se předpokládá, že pochází z kráteru Acraman, se nachází v ediakarských skalách ve Flindersově pohoří nejméně 300 km na východ od kráteru. V době, kdy tyto oblasti byly mělkým mořem, se ejekta usadila do bahna na mořském dně. Ejekta obsahující šokové minerály se skládá z hornin podobného stáří a složení, jaké se nachází v kráteru, a souvisí s iridiovou anomálií, což naznačuje kontaminaci mimozemským materiálem. Evoluční radiace mořských mikroorganismů (acritarcha) nastává těsně nad úrovní vrstvy ejekty, a někteří autoři se domnívají, že zde může být souvislost. 